# پلیتلی
پلیتلی (به ترکی استانبولی: Pelitli) شهری است در کشور ترکیه که در استان ترابزون واقع شده‌است. جمعیت این شهر بر اساس سرشماری سال ۲۰۰۸ میلادی ۱۴٬۳۶۷ نفر و بر اساس برآوردهای سال ۲۰۰۹ میلادی ۱۳٬۶۶۷ نفر می‌باشد.